# Theo van Gogh (verzetsstrijder)

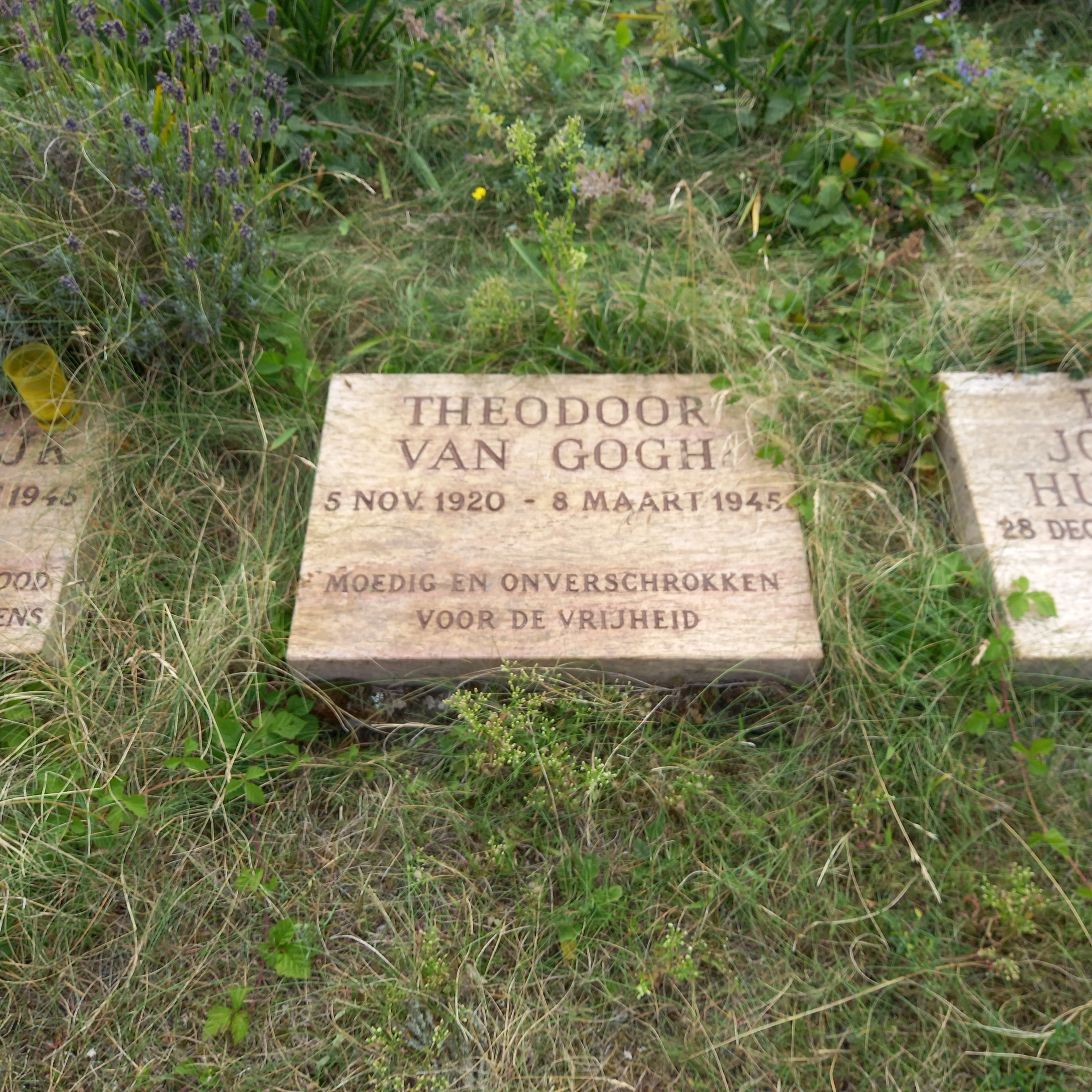
Het graf van Theo van Gogh op Erebegraafplaats Bloemendaal

Theodoor (Theo) van Gogh (Amsterdam, 5 november 1920 - aldaar, 8 maart 1945) was een Nederlands student economie en verzetsstrijder.

## Jeugd en studie
Van Gogh was lid van de familie Van Gogh en groeide op in een gegoed middenklassegezin in Laren met twee broers en een zuster. Zijn vader, Vincent Willem van Gogh, was ingenieur en organisatieadviseur, zijn moeder was een dochter van de Amsterdamse wethouder Floor Wibaut. Hij werd vernoemd naar zijn grootvader, Theo van Gogh, de broer van de kunstschilder Vincent van Gogh. Na het behalen van zijn hbs-diploma aan Het Nieuwe Lyceum te Hilversum ging Van Gogh economie studeren aan de Gemeente Universiteit te Amsterdam. Tevens werd hij lid van het Amsterdamse studentencorps A.S.C. en was daarbinnen actief als bestuurslid van het dispuut M.A.R.N.I.X.

## Verzetsactiviteiten
Samen met andere studenten en dispuutgenoten nam hij begin 1943 deel aan acties tegen het tekenen door studenten en personeel van de Universiteit van de loyaliteitsverklaring. Ook was hij actief als koerier binnen het verzet en hield zich bezig met de distributie van zendapparatuur. Op 25 mei van dat jaar werd Van Gogh bij een razzia gearresteerd op zijn toenmalige studentenkamer aan de Amstel en tot 8 september gevangengezet, eerst in het huis van bewaring in Amsterdam en later in het interneringskamp te Vught. Men was niet op de hoogte van zijn verzetsactiviteiten en hij werd enkel vastgehouden omdat hij als student had geweigerd de loyaliteitsverklaring te tekenen. 
Na zijn vrijlating doordat zijn vader 500 gulden losgeld betaalde aan de bezetter, ging hij door met zijn verzetsactiviteiten die hij zelfstandig maar ook in samenwerking met de LO-Laren en Natura, twee verzetsgroepen uitvoerde. Hij hielp ondergedoken studenten, joden en collegaverzetsmensen die moesten onderduiken aan bestaansmiddelen als bonkaarten, vervalste persoonsbewijzen, voedsel en onderduikadressen en zelf was zijn etage aan de Weteringsschans 137 te Amsterdam ook een onderduikadres voor tijdelijk onderdak. 
Op 6 juni 1944 werd hij terwijl hij radiozendlampen vervoerde voor het verzet weer aangehouden omdat zijn persoonsbewijs niet in orde was. Hij was op weg naar de radio-zendoperateur Paul Peters die communicatieverbindingen met andere verzetsgroepen en met Engeland had opgezet na zijn dropping vanuit Engeland en die hij ondersteunde met materieel. Over zijn activiteiten liet hij niets los. Hij werd vastgehouden in het PDA Amersfoort tot 13 juli en wederom vrijgekocht door zijn vader die daarvoor ditmaal 800 gulden neer moest leggen. Hierna verbleef hij aan de Herengracht 209 te Amsterdam waar zijn vader zijn kantoor had en faciliteerde daar de activiteiten van de verzetskranten Het Parool, Ons Volk en Den Vaderlant Ghetrouwe.

## Laatste arrestatie en overlijden
Na de onderschepping van een broodtransport op donderdagochtend 1 maart 1945 deed de Sicherheitspolizei een inval in de woning aan de Weteringschans van Van Gogh en zijn dispuutgenoot Johan Bais. Daarbij werd ook zijn boezemvriend Gijs Gorter, met wie hij sinds de middelbare school bevriend was, gearresteerd. Als represaillemaatregelen voor een mislukte aanslag op SS-generaal Hanns Albin Rauter in de nacht van 6 op 7 maart eerder, werden op 8 maart verspreid over het hele land meer dan 200 gevangenen geëxecuteerd. Van Gogh, Bais en Gorter behoorden tot de 53 personen die op die dag in Amsterdam bij de Fusilladeplaats Rozenoord doodgeschoten werden. Na de oorlog werd hij herbegraven in vak 37 van de Eerebegraafplaats Bloemendaal te Overveen. Zijn broer Johan vernoemde later zijn zoon naar hem, de latere auteur en filmregisseur Theo van Gogh.